# Inflator

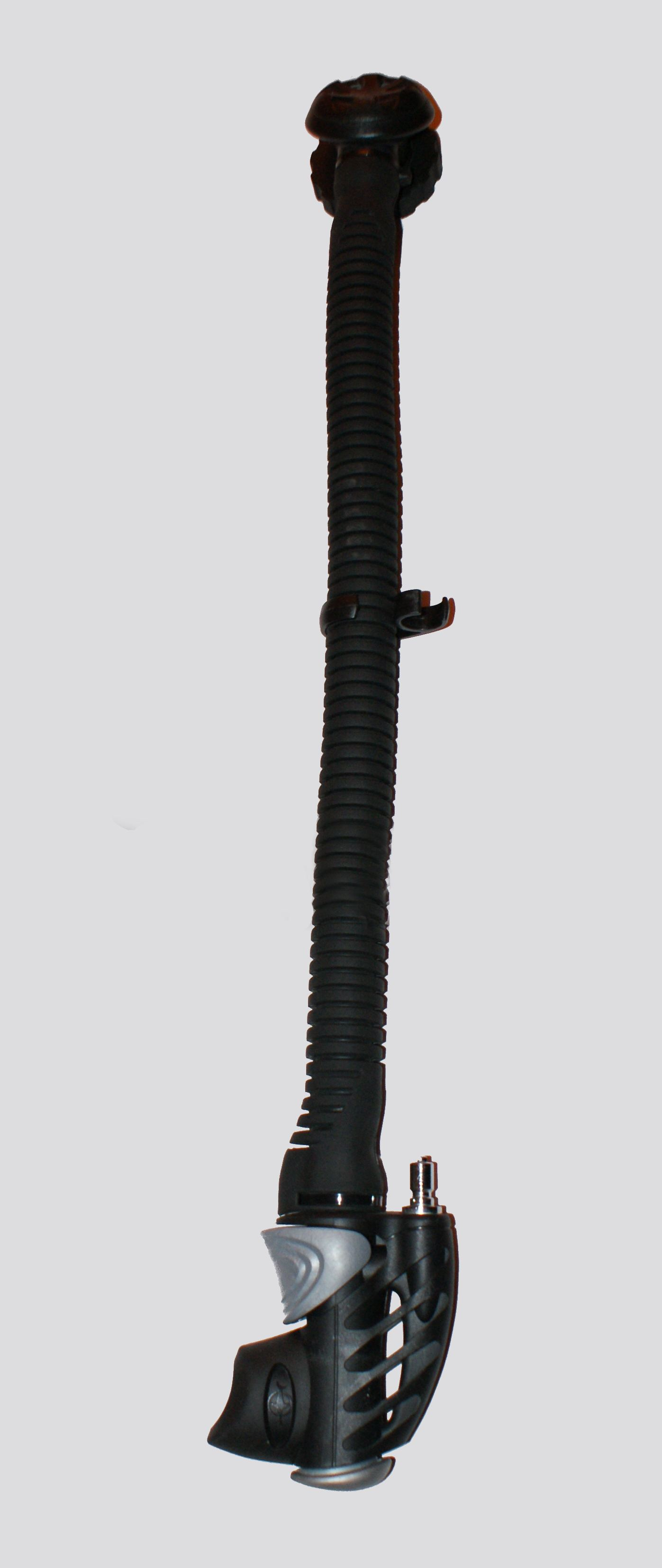
Inflator firmy Beuchat

Inflator – element sprzętu nurkowego, zwykle pojedyncze urządzenie umiejscowione na wysokości lewego ramienia, w postaci grubego karbowanego węża zakończonego głowicą. Głowica posiada przyłącze inflatorowe do węża średniego ciśnienia z szybkozłączką i przycisk: dodawczy i spustowy, służące do napełniania i opróżniania worka wypornościowego. Głowica posiada także ustnik służący do napełnienia worka wypornościowego za pomocą ust i upuszczania powietrza po naciśnięciu przycisku spustowego. Wewnątrz karbowanego węża może być prowadzone cięgno do dodatkowego zaworu spustowego, zlokalizowanego w miejscu połączenia inflatora z workiem wypornościowym na wysokości lewego ramienia.
Niekiedy inflator może być zintegrowany z dodatkowym drugim stopniem automatu oddechowego, a w niektórych konstrukcjach inflator może być pozbawiony karbowanego węża, a jego głowica jest wówczas zintegrowana z workiem wypornościowym w rejonie lewej kieszeni KRW.